# Тавн-Гашун
Тавн-Гашун (калм. Тавн Һашун) — посёлок (сельского типа) в Яшкульском районе Калмыкии, административный центр Тавн-Гашунского сельского муниципального образования.

## Этимология
Название переводится как «пять горьких» (родников, источников).
По мнению Ц. К. Корсункиева, название было искажено в 1950-е. Предполагается, что название посёлка связано с колодцам, выкопанными по инициативе гелюнга Джантова (Джанчува) колодцев-копаней. Колодцы оказались с горьковатой (гашун-горький) водой. В результате весь участок получили название Джантован Гашун. В 60-е гг. XIX века первая часть имени Джан вышла из употребления, но осталась вторая его часть Тован, которая и вошла в полное название Тован Гашун. В 1959 году был образован совхоз Тавн Гашунский, в названии которого первый компонент был искажен и образовался современный топоним Тавн Гашун ‘Пять колодцев с горькой водой’

## История
Посёлок возник в 1830-х гг. вокруг выкопанных по указанию гелюнга Джантова (Джанчува) колодцев-копаней. На немецкой карте 1941 года указан под названием Таван-Гашун.
На послевоенной карте СССР 1946 года и американской карте СССР 1950 года зафиксирован такой вариант названия как Товун-Гашун. На административной карте 1956 года указан как посёлок Холмистый. Указом Президиума Верховного Совета РСФСР 22 августа 1961 года присвоено название Тавн-Гашун. 12 января 1965 года на основании постановления Президиума Верховного Совета РСФСР совхоз Тавн-Гашунский вошёл в состав вновь образованного Яшкульского района Калмыцкой АССР. К 1989 году в Тавн-Гашуне проживало около 920 жителей.

## Физико-географическая характеристика
Посёлок расположен на Чёрных землях, в пределах Прикаспийской низменности, на высоте около 12 метров ниже уровня мирового океана. Рельеф местности равнинный, осложнён формами микро- и мезорельефа - западинами, буграми и т.п. К северу от посёлка имеется массив песков, также расположен небольшой искусственный водоём. Почвенный покров комплексный: распространены бурые солонцеватые почвы и солонцы (автоморфные)
По автомобильной дороге расстояние до столицы Калмыкии города Элиста составляет 140 км, до районного центра посёлка Яшкуль - 50 км, до ближайшего населённого пункта посёлка Адык - 30 км. 
Климат
Климат резко континентальный, с жарким засушливым летом и практически бесснежной ветреной, иногда со значительными холодами, зимой. Согласно классификации климатов Кёппена-Гейгера тип климата - семиаридный. Среднегодовая температура воздуха положительная и составляет + 10,1 °C, средняя температура самого холодного месяца января - 5,1 °C, самого жаркого месяца июля + 25,3 °C. Расчётная многолетняя норма осадков - 251 мм, наименьшее количество осадков выпадает в феврале (13 мм), наибольшее в июне (29 мм).
Часовой пояс
Тавн-Гашун, как и вся Республика Калмыкия, находится в часовой зоне МСК (московское время). Смещение применяемого времени относительно UTC составляет +3:00.

## Население
| 2002 | 2010 | 2011 |
| ---- | ---- | ---- |
| 434  | ↘367 | ↗396 |

Национальный состав
Согласно результатам переписи 2002 года большинство населения посёлка составляли калмыки (46 %)

## Достопримечательности
- Ступа Зелёной Тары. Ступа в Тавн-Гашуне является «лотосовой» — она отлична от других субурганов своей средней частью в форме лепестков лотоса: у всех восьми видов ступ нижняя часть до львиного трона и верхняя после колец одинаковы. Освящена в 2010 году. Ступа лотоса, символизирующая рождение Будды, была построена при его жизни и стояла в Лумбини[15].
- Ступа Победы у озера Бузга
- Ступа Просветления на степных пастбищах